# Fuensanta de Martos
Fuensanta de Martos er en by og kommune i det sydlige Spanien i provinsen Jaén. Den har et indbyggertal på 2.990 (2024) indbyggere.